# Великоолександрівська сільська рада (Віньковецький район)
Великоолекса́ндрівська сільська́ ра́да — адміністративно-територіальна одиниця та орган місцевого самоврядування в Віньковецькому районі Хмельницької області. Адміністративний центр — село Великий Олександрів.

## Загальні відомості
Великоолександрівська сільська рада утворена в 1923 році.
- Територія ради: 25,055 км²
- Населення ради: 989 осіб (станом на 2001 рік)
- Територією ради протікає річка Ушиця

## Населені пункти
Сільській раді були підпорядковані населені пункти:
- с. Великий Олександрів

## Склад ради
Рада складалася з 14 депутатів та голови.
- Голова ради:
- Секретар ради: Басок Надія Іванівна

### Керівний склад попередніх скликань
| Прізвище, ім'я, по батькові | Основні відомості                                                         | Дата обрання | Дата звільнення |
| --------------------------- | ------------------------------------------------------------------------- | ------------ | --------------- |
| Тихий Василь Йосипович      | Сільський голова, 1963 року народження, освіта вища, член Народної партії | 26.03.2006   | 31.10.2010      |
| Тихий Василь Йосипович      | Сільський голова, 1963 року народження, освіта вища, член Партії регіонів | 31.10.2010   | 16.06.2015      |

Примітка: таблиця складена за даними сайту Верховної Ради України

### Депутати
За результатами місцевих виборів 2010 року депутатами ради стали:

#### За суб'єктами висування
| Суб'єкт висування               | Кількість обраних депутатів | %    |
| ------------------------------- | --------------------------- | ---- |
| Партія регіонів                 | 7                           | 50   |
| Народна партія                  | 4                           | 28,6 |
| Комуністична партія України     | 1                           | 7,1  |
| Політична партія «Наша Україна» | 1                           | 7,1  |
| Самовисування                   | 1                           | 7,1  |

#### За округами
| № округу                        | Прізвище, ім'я, по батькові      | Дата визнання обраним | Освіта             | Партійна приналежність                        | Відомості про обраного депутата                                                  |
| ------------------------------- | -------------------------------- | --------------------- | ------------------ | --------------------------------------------- | -------------------------------------------------------------------------------- |
| Комуністична партія України     |                                  |                       |                    |                                               |                                                                                  |
| 13                              | Поріцький Василь Володимирович   | 01.11.2010            | середня            | член Комуністичної партії України             | пенсіонер                                                                        |
| Народна Партія                  |                                  |                       |                    |                                               |                                                                                  |
| 1                               | Мазур Ніна Миколаївна            | 01.11.2010            | вища               | позапартійна                                  | ПОП «Росія», головний бухгалтер                                                  |
| 4                               | Кордон Ігор Владиславович        | 01.11.2010            | середня спеціальна | член Народної партії                          | Великоолександрівський будинок культури, директор                                |
| 5                               | Даниляк Світлана Вікторівна      | 01.11.2010            | вища               | позапартійна                                  | Великоолександрівский фельдшерсько-акушерський пункт, фельдшер                   |
| 9                               | Коржак Зінаїда Йосипівна         | 01.11.2010            | вища               | член Народної партії                          | Великоолександрівська сільська рада, касир                                       |
| Партія регіонів                 |                                  |                       |                    |                                               |                                                                                  |
| 2                               | Садлій Людмила Олександрівна     | 01.11.2010            | вища               | позапартійна                                  | Великоолександрівська загальноосвітня школа I-III ст., вчитель початкових класів |
| 3                               | Руренко Ніна Василівна           | 01.11.2010            | вища               | член Партії регіонів                          | пенсіонер                                                                        |
| 6                               | Соколовська Галина Броніславівна | 01.11.2010            | середня спеціальна | член Партії регіонів                          | Великоолександрівська загальноосвітня школа, технічний працівник                 |
| 7                               | Басок Надія Іванівна             | 01.11.2010            | вища               | член Партії регіонів                          | Великоолександрівська сільська рада, секретар виконкому                          |
| 8                               | Березніцька Дарія Ярославівна    | 01.11.2010            | вища               | член Партії регіонів                          | Великоолександрівська загальноосвітня школа I-III ст., в.о. директора            |
| 11                              | Перчак Любов Петрівна            | 01.11.2010            | середня            | член Народної партії                          | ЗАТ «Віньківці сирзавод», зливник сільського молока                              |
| 12                              | Перчак Анатолій Олександрович    | 01.11.2010            | середня спеціальна | член Народної партії                          | ПОП «Росія», завідувач ферми № 2                                                 |
| Політична партія «Наша Україна» |                                  |                       |                    |                                               |                                                                                  |
| 14                              | Щербанюк Тетяна Петрівна         | 01.11.2010            | середня спеціальна | член Політичної партії «Наша Україна»         | Віньковецький територіальне центр, соціальний працівник                          |
| Самовисування                   |                                  |                       |                    |                                               |                                                                                  |
| 10                              | Коржак Василь Григорович         | 01.11.2010            | вища               | член Всеукраїнського об'єднання «Батьківщина» | ПОП «Росія», головний інженер                                                    |